# Hans Karl von Winterfeldt
Hans Karl von Winterfeldt, né le 4 avril 1707 à Vanselow en Poméranie suédoise et mort le 8 septembre 1757 à Görlitz, est un général prussien du règne de Frédéric II. 
Au cours de sa carrière, il participe aux guerres de Succession de Pologne, de Succession d'Autriche, de Silésie et de Sept Ans. Il négocie en outre la convention de Westminster qui acte le rapprochement entre la Prusse et la Grande-Bretagne. Titulaire de la croix Pour le Mérite et de l'ordre de l'Aigle noir, il est mortellement blessé au cours de la bataille de Moys pendant la guerre de Sept Ans. 
Proche conseiller de Frédéric II, il s'attire l'inimitié de nombreux personnages de la Cour mais dispose, au sein de l'état-major, d'une assez large autonomie ; il est notamment le premier à systématiser la collecte des renseignements militaires. Son nom est inscrit sur la statue équestre de Frédéric le Grand à Berlin.

## Biographie

### Jeunesse et début de carrière militaire
Hans Karl von Winterfeldt naît le 4 avril 1707 au manoir de Vanselow en Poméranie suédoise (aujourd'hui Siedenbrünzow dans le Mecklembourg-Poméranie-Occidentale), du mariage de Georg Friedrich von Winterfeld (de) (1670-1720), seigneur de Woddow, Fahrenwalde, Vanselow et Schmarsow, et de son épouse Christine Elisabeth, née von Maltzahn (1682-1747). Son frère est le colonel d'artillerie Rudolph Heinrich von Winterfeldt (de). Il reçoit une éducation imparfaite qui lui fait regretter toute sa vie de ne pas savoir s'exprimer correctement en français. 
Embrassant la carrière des armes, Winterfeldt intègre le régiment de cuirassiers de son oncle, le major-général Kaspar Dietlof von Winterfeld (de). Il est promu cornette deux ans après son arrivée et sert au sein de cette unité jusqu'en 1720. Sa stature et sa prestance le font remarquer par le roi Frédéric-Guillaume Ier qui le transfère avec le grade de lieutenant dans un régiment de grenadiers exclusivement composé d'hommes de très grande taille. Il est nommé peu après aide de camp du roi et fait partie en 1732 d'un groupe de sous-officiers prussiens détachés en observateurs auprès de l'armée russe. 
Hébergé à Saint-Pétersbourg par le comte Burckhardt Christoph von Münnich, Winterfeldt s'éprend de sa cousine Julie von Maltzahn, également belle-fille du comte et dame d'honneur de la grande-duchesse Élisabeth de Russie, et l'épouse. De retour en Prusse, il devient un intime du prince héritier, le futur Frédéric II, qu'il accompagne lors de la campagne de 1734 sur le Rhin. Cette proximité rend sa situation pour le moins délicate compte tenu des relations exécrables entretenues par Frédéric-Guillaume et son fils à la suite de l'affaire Katte, au cours de laquelle le prince est traduit en cour martiale sur ordre de son père et condamné à mort pour tentative d'évasion. Winterfeldt conserve son amitié pour Frédéric tout au long de cette période troublée, ce qui lui vaut d'être promu major et aide de camp du roi lors de l'accession au trône de Frédéric en 1740.

### Guerre de Succession d'Autriche
La guerre de Succession d'Autriche éclate la même année et Winterfeldt est renvoyé à Saint-Pétersbourg pour le compte du roi de Prusse ; sa mission se solde toutefois par un échec. Il prend alors le commandement d'un bataillon de grenadiers avec lequel il se distingue à la bataille de Mollwitz, en avril 1741, puis une nouvelle fois au combat de Rothschloss le 17 mai où les hussards prussiens de Hans Joachim von Zieten infligent une défaite aux Autrichiens. Un mois plus tard, Winterfeldt est élevé au grade de colonel en même temps que Zieten, ce dont celui-ci, plus âgé et ancien dans le service, se montre offusqué. Dès cette époque, Winterfeldt remplit principalement auprès de Frédéric des fonctions d'état-major ; c'est notamment lui qui est chargé d'exposer les plans du roi aux autres généraux. Ce poste requiert de sa part, outre un tact considérable, une connaissance approfondie des hommes et de la situation militaire du moment, ce qui ne l'empêche de se créer de nombreuses inimitiés. 

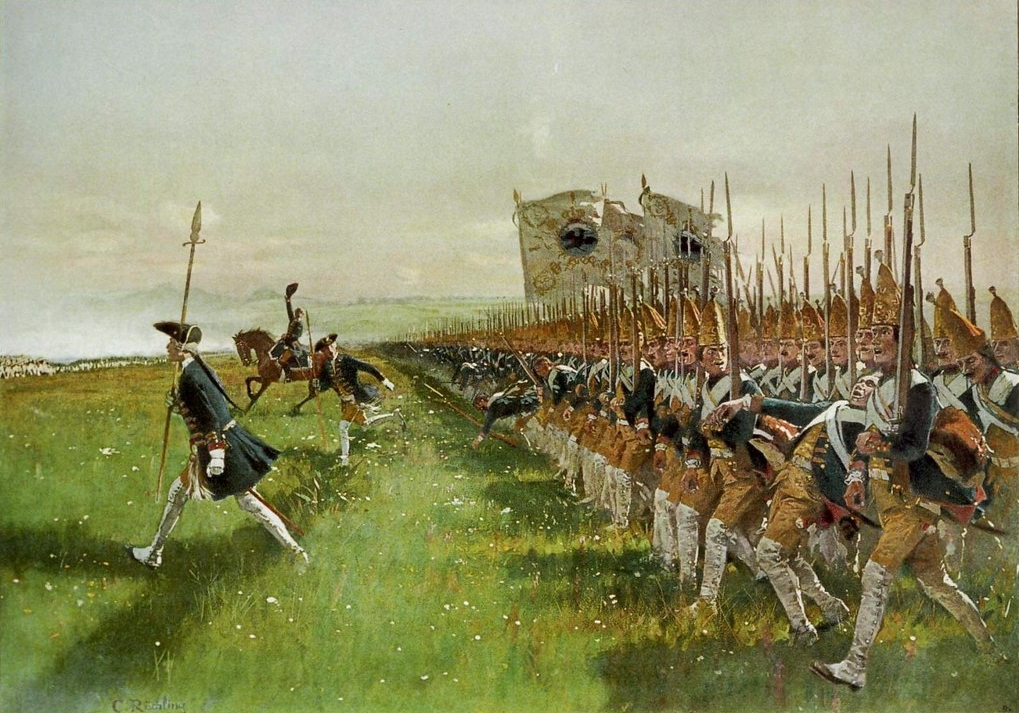
L'infanterie prussienne à la bataille de Hohenfriedberg, le 4 juin 1745. Composition de Carl Röchling.

Winterfeldt est un confident très précieux pour le roi qui se réfère en priorité à ses conseils au sujet de la réforme de l'armée, de la refonte du corps d'état-major et du développement du renseignement militaire. Durant la brève période de paix qui suit la fin de la guerre avec l'Autriche, il est constamment auprès du souverain. Avec la reprise des hostilités, Winterfeldt continue de servir à l'état-major et joue un rôle important dans une série d'engagements victorieux à l'issue desquels il est élevé, en 1745, au grade de major-général dont il jouit des prérogatives depuis janvier 1743. Pour sa contribution à la victoire de Hohenfriedberg, il reçoit de Frédéric la capitainerie de Tatiau, assortie d'un revenu annuel de 500 thalers. Il devient par la suite gouverneur de Kolberg en Poméranie. 
À la bataille d'Hennersdorf, en novembre 1745, les troupes de Winterfeldt interviennent juste à temps pour aider Zieten à repousser une attaque soudaine des forces austro-saxonnes. Furieux d'avoir à partager sa gloire avec Winterfeldt, Zieten s'empresse d'écrire au roi pour dénigrer l'action de son rival, ce à quoi Frédéric II répond qu'il ne méconnaît pas le talent et les services de Zieten mais qu'il continuera d'employer Winterfeldt comme bon lui semblera. Au cours des dix années suivantes, marquées par le retour de la paix en Europe, Winterfeldt vit dans l'entourage du souverain, qui lui confie de temps à autre des missions confidentielles en province ou à l'étranger ; c'est ainsi qu'il est envoyé à Londres en 1756 pour négocier le traité de Westminster, actant le rapprochement de la Prusse et de la Grande-Bretagne. Il est promu la même année au rang de lieutenant-général et est décoré de l'ordre de l'Aigle noir ainsi que de la croix Pour le Mérite.

### Guerre de Sept Ans et mort

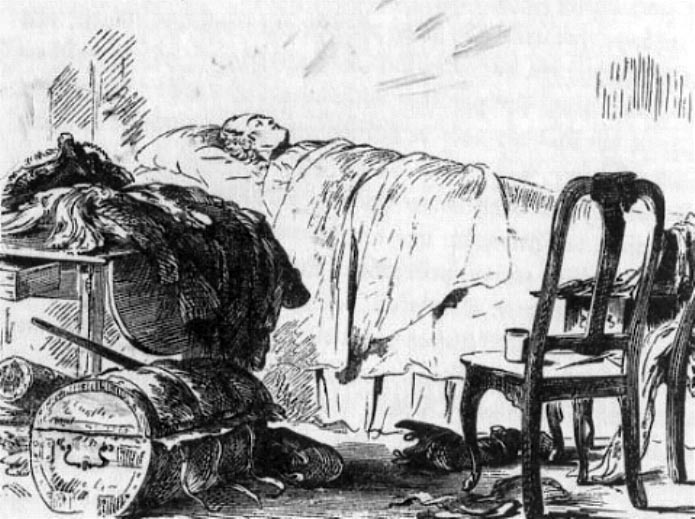
Winterfeldt sur son lit de mort.

Le traité de Dresde de 1745, qui a mis fin au conflit entre la Prusse et l'Autriche, a donné à Frédéric II le contrôle de la Silésie. Frédéric sait cependant que l'impératrice Marie-Thérèse est déterminée à récupérer ce territoire à la première occasion ; une collecte de renseignements sur la coalition qui s'est liguée secrètement contre la Prusse se met en place et Winterfeldt y prend une part active. Il joue également un rôle central dans les discussions qui convainquent Frédéric de porter le premier coup à ses adversaires.
À l'ouverture de la campagne en 1756, Winterfeldt est présent aux côtés du roi lors du siège de Pirna et déconseille vainement à Frédéric d'incorporer la garnison saxonne vaincue dans l'armée prussienne. Il accompagne ensuite le maréchal Curt Christophe de Schwerin lors de l'avance sur Prague en 1757 et prend une part importante à la bataille qui se déroule sous les murs de cette ville. 
Après la défaite prussienne de Kolin, Winterfeldt, que Frédéric semble avoir considéré comme le seul homme de caractère susceptible de mener à bien la difficile retraite de l'armée, est non seulement contraint de coopérer avec le frère du roi, le prince Auguste-Guillaume, mais aussi avec Zieten et d'autres commandants qui voient en lui un ennemi juré. La conduite des opérations ne tarde pas à être affectée par ce climat délétère qui voit le départ d'Auguste-Guillaume à la suite d'une violente dispute avec son frère. Lorsque Frédéric renouvelle publiquement sa confiance à Winterfeldt, l'animosité au sein du haut commandement atteint son paroxysme. Le 7 septembre 1757, au cours de la bataille de Moys, Winterfeldt reçoit toutefois une blessure mortelle à laquelle il succombe le lendemain.

## Héritage

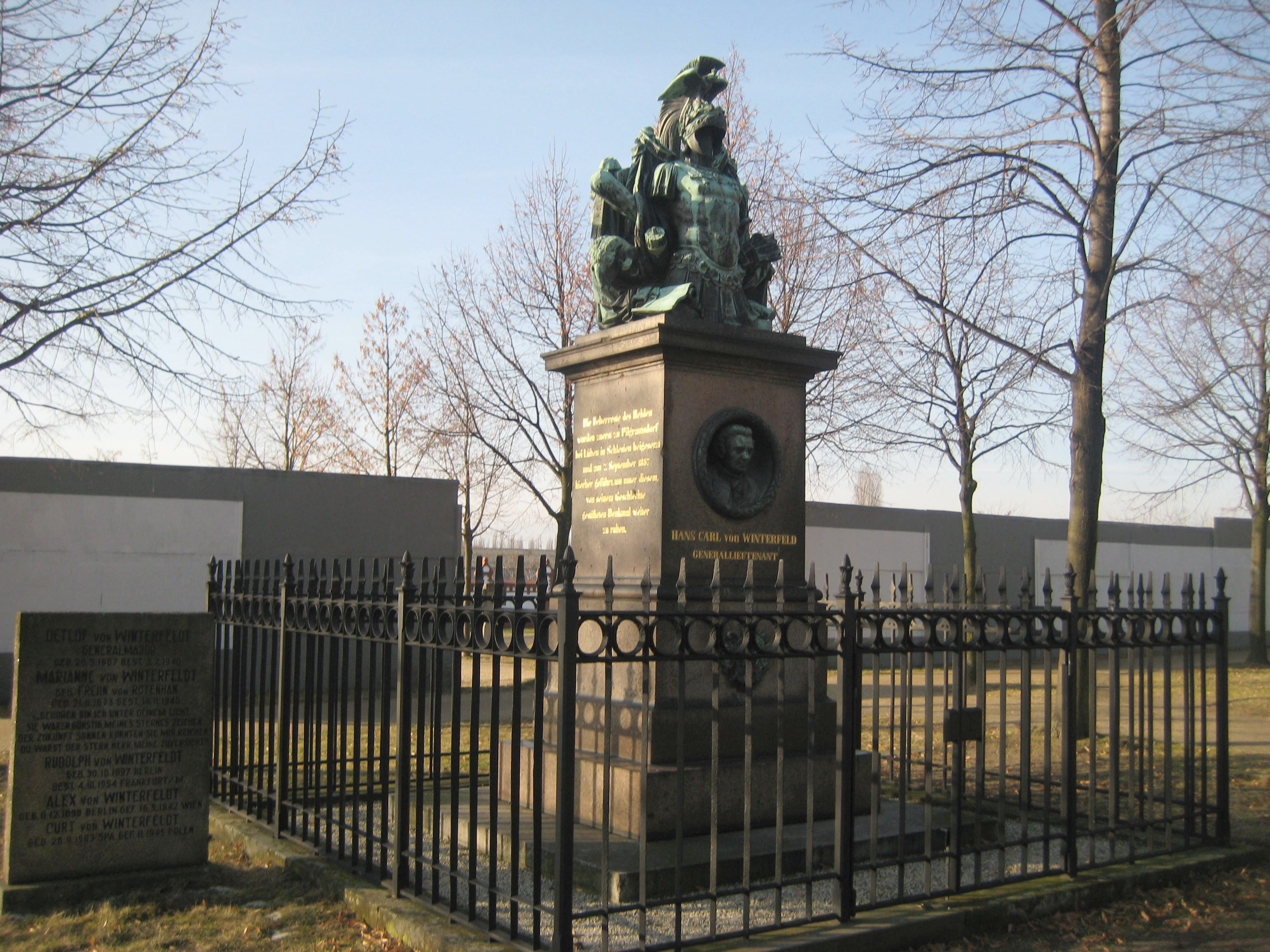
Tombeau de Winterfeldt au cimetière des Invalides de Berlin.

Les vingt années de collaboration amicale de Winterfeldt avec le roi, son influence auprès de ce dernier et son mépris systématique pour les officiers moins talentueux ou moins chanceux que lui ont alimenté les critiques à son sujet. Le prince Auguste-Guillaume exprime ainsi jusqu'à sa mort sa haine du personnage tandis que les mémoires du prince Henri de Prusse dressent un portrait accablant de Winterfeldt, décrit comme arrogant, malhonnête, immoral et incapable. Il convient toutefois d'observer que Frédéric II n'a jamais été enclin à tolérer la présence d'individus incompétents au sein de son entourage et que Winterfeldt est l'une des rares personnes à qui le roi a toujours accordé une confiance totale. Ses qualités de stratège le distinguent en particulier de bon nombre de ses collègues. À l'annonce de sa mort, Frédéric déclare : « je ne retrouverai jamais un autre Winterfeldt » ; et, un peu plus tard : « c'était un homme bon et sensible ; il était mon ami ».   
La dépouille de Winterfeldt est inhumée dans un premier temps dans la propriété du général à Barschau avant d'être transférée un siècle plus tard au cimetière des Invalides de Berlin. Une statue est érigée en sa mémoire sur la Wilhelmplatz de cette ville et une autre au musée de Bode. Une troisième statue figure sur le mémorial de Frédéric le Grand sur l'avenue Unter den Linden. En 1851, le nom de Winterfeldt est inscrit sur la statue équestre de Frédéric le Grand.